# Boshra Salem
Boshra Salem es una profesora egipcia, fundadora y catedrática del Departamento de Ciencias Ambientales de la Universidad de Alejandría en Alejandría, Egipto. Es presidenta del Consejo Internacional de Coordinación (CCI) del Programa sobre el Hombre y la Biosfera (MAB) de la Unesco y es miembro del Comité de Planificación y Revisión Científica del Consejo Internacional para la Ciencia (ICSU). Ha recibido varios reconocimientos, entre ellos ser seleccionada como científica destacada en el Salón de la Fama de Mujeres en la Ciencia por la Embajada de los Estados Unidos en El Cairo, Egipto.

## Educación
Boshra Salem recibió su Ph.D. conjuntamente por la Universidad de Alejandría y el Imperial College London en 1989. Estudió el uso de la tierra en tierras áridas utilizando técnicas de teledetección. Como becaria postdoctoral en la Universidad de Londres (1994) y en la Universidad de Maryland (1996) trabajó con herramientas informáticas y bases de datos para la gestión de la información geográfica y ambiental.

## Investigación
Los principales campos de interés de Salem son la degradación de la tierra y la desertificación en ambientes áridos y el uso de sensores remotos, aplicaciones SIG y bases de datos electrónicas para monitorear y modelar los cambios. Está involucrada en el desarrollo de áreas protegidas y reservas de la biosfera para la conservación de la biodiversidad, la evaluación del impacto ambiental y la evaluación ambiental estratégica, y las fuentes alternativas de energía solar. Desarrolló un proyecto internacional de desalinización solar para comunidades beduinas. Es líder del equipo para el proyecto de la reserva de la biosfera Omayed de Egipto, que recibió el Premio Sultan Qaboos para la Preservación del Medio Ambiente de 1997.por su trabajo en el desierto occidental de Egipto. Además ha trabajado con Caroline King-Okumu y otros en el proyecto SUMAMAD (Sustainable Management of Marginal Drylands).

## Reconocimientos
- Premio al Joven Científico de UNESCO MAB (1990), por «Detection of temporal environmental changes in arid lands by remote sensing. Case study: North coastal desert of Egypt».[9]
- Premio Sultan Qaboos para la Preservación del Medio Ambiente (1997) al Departamento de Ciencias Ambientales de la Universidad de Alejandría, por su trabajo con la reserva de la biosfera Omayed.[10]
- UNESCO Young Scientists Awards (2009): Beca Michel Batisse para estudios de casos de gestión de reservas de la biosfera.[11]
- Salón de la Fama de Mujeres en la Ciencia (2013), Embajada de los Estados Unidos, El Cairo, Egipto, para honrar las científicas destacadas del Medio Oriente y África del Norte.[12]